# Ланьцутський замок
Замок Любомирських у  Ланьцуті - один із найвидатніших та найвідвідуваніших замково-паркових ансамблів східної Польщі, це справжня скарбниця польської історії та культури. Розташований за 18 кілометрів від міста Ряшів.

## Історія
Історія Ланьцута сягає раннього середньовіччя. Роком заснування міста вважається 1349 р. і пов'язується із королем  Казимиром Великим. Ланьцут, в свою чергу, крім Любомирських, належав до Пілецьких,  Стадницьких, та  Потоцьких.
Перше місце "панів на Ланьцуті" було розташоване на пагорбі в північній частині міста. Нинішній замок був побудований на замовлення  Станіслава Любомирського в 1629 - 1642 роках. Тоді це була сучасна резиденція в стилі pallazzo in fortezza, що складалася з житлового будинку з вежами в кутах, оточених бастіонними укріпленнями. Під час його будівництва були задіяні художники Мацей Трапола, Кшиштоф Мєрошевський, Тильман Ґамерський і Джованні Баттіста Фальконі.
У 2-ій половині 18 століття тодішня власниця Ланьцута Ізабела Любомирська перетворила фортецю на замково-парковий комплекс. У той час у Ланьцуті працювало багато видатних художників, в тому числі Шимон Богуміл Цуг, Ян Крістіан Камсетцер, Крістіан Пйотр Егнер, Фридерик Бауман та Вінченцо Бренна.
Найважливіші зміни були внесені в планування та устаткування замку, адаптуючи їх до потреб і підпорядкувавши їх сучасній моді. Палац був наповнений чудовими витворами мистецтва. У сімдесятих роках 18 століття був створений парк, що оточував замок. Уздовж дороги були висаджені липи і таким чином створена пішохідна алея.
Наприкінці 18 століття Ланьцут належав до найвеличніших резиденцій  Польщі. Тут процвітало музично-театральне життя, маєток відвідувало багато знаменитих гостей.
У 1816 році, після смерті герцогині  Любомирської, вся власність перейшла у розпорядження її онуків, які створили тут маєток у 1830 році. Тоді садиба набула свого найбільшого розквіту.
У 1889–1911 роках у замку було проведено загальний ремонт та реконструкцію. Роботою керували Арман Боке та Альберт Піо.
Реконструкція охопила всі поверхи. Було прокладено водопровідну та каналізаційну системи, а весь замок був електрифікований. Тоді було створено більшість інтер’єрів, які проіснували до сьогодні. Фасади трансформувались у стилі французького необароко.
Роботи в парку розпочалися в 1890 році і проводилися протягом чотирнадцяти років. Потім його було збільшено вдвічі. У безпосередній близькості від замку, уздовж східного фасаду, було встановлено італійський сад. З південної сторони Оранжерії було влаштовано Рожевий сад.

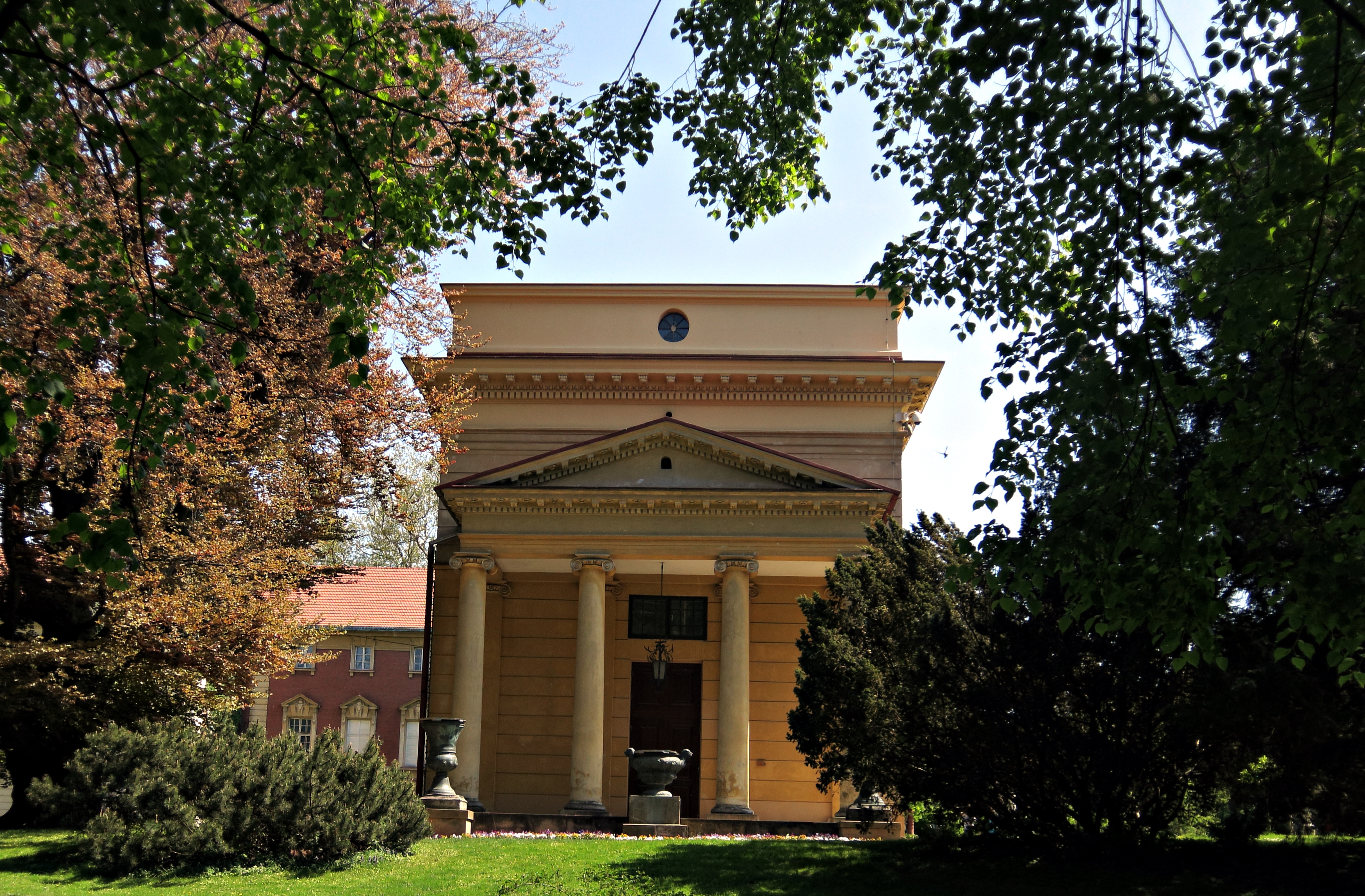
Оранжерея замку Любомирських

Після ретельної реконструкції та модернізації палацово-парковий комплекс Ланьцут став однією з найрозкішніших резиденцій континентальної Європи. Сюди часто навідувалися  ерцгерцог Рудольф  та Франц Фердинанд. Було також багато представників чудових аристократичних родин та відомих дипломатів. На початку XX століття  Ланьцутський замок був п’ятим у Польщі за площею.
У 1920-х роках у Замку було проведено модернізацію центрального опалення, в підземних кімнатах було влаштовано лазню.
Замок Ланьцут став місцем соціальних зібрань. Тут були представники королівських родин, польська та зарубіжна аристократія та політики.  У 1944 році Альфреду Антонію Потоцькому довелося залишити Ланьцут та перебратися до  Швейцарії. Після  Другої світової війни замок був націоналізованим та перетворився на загальнодоступний музей. 
З 1961 року кожного травня тут проводиться фестиваль камерної музики.